# Марушко, Сергей Васильевич
Серге́й Васи́льевич Мару́шко (24 мая 1966, Куйбышев, СССР) — советский и российский футболист, полузащитник, российский судья.

## Биография
С 1983 по 1984 год играл за «Кубань», провёл 3 встречи в первенстве в сезоне 1983 года, и ещё принял участие в 2 поединках Кубка СССР в 1984 году.
С 1986 по 1994 год защищал цвета «Крыльев Советов», сыграл за это время 228 матчей и забил 22 гола в первенствах СССР и Высшей лиге России. В 1994 году был в составе «Лады», однако на поле не выходил. Сезон 1995 года провёл в финляндском клубе третьей лиги «Виса» из Кеми, сыграв 16 матчей.
С 1999 по 2007 год работал футбольным судьёй, в том числе в 2004 году в Высшей лиге России.
В 2010 году работал генеральным директором в «Крыльях Советов», а в 2011 году спортивным директором клуба. С 2013 технический директор «Кубани».
Сын Ян (1991 г.р.) — также футбольный судья.

## Статистика выступлений
| Выступление      | Выступление      | Выступление      | Лига | Лига | Кубок | Кубок | Прочие | Прочие | Итого | Итого |
| Клуб             | Лига             | Сезон            | Игры | Голы | Игры  | Голы  | Игры   | Голы   | Игры  | Голы  |
| ---------------- | ---------------- | ---------------- | ---- | ---- | ----- | ----- | ------ | ------ | ----- | ----- |
| Кубань           | первая           | 1983             | 3    | 0    | —     | —     | —      | —      | 3     | 0     |
| Кубань           | первая           | 1984             | —    | —    | 2     | 0     | —      | —      | 2     | 0     |
| Кубань           | Итого            | Итого            | 3    | 0    | 2     | 0     | —      | —      | 5     | 0     |
| Крылья Советов   | вторая           | 1986             | 6    | 0    | —     | —     | 1      | 1      | 7     | 1     |
| Крылья Советов   | первая           | 1987             | 19   | 3    | 1     | 0     | —      | —      | 20    | 3     |
| Крылья Советов   | вторая           | 1988             | 26   | 3    | 2     | 1     | —      | —      | 28    | 4     |
| Крылья Советов   | вторая           | 1989             | 45   | 7    | 6     | 2     | —      | —      | 51    | 9     |
| Крылья Советов   | вторая           | 1990             | 37   | 4    | 2     | 0     | —      | —      | 39    | 4     |
| Крылья Советов   | вторая           | 1991             | 40   | 3    | 4     | 0     | —      | —      | 44    | 3     |
| Крылья Советов   | высшая           | 1992             | 26   | 1    | 3     | 0     | —      | —      | 29    | 1     |
| Крылья Советов   | высшая           | 1993             | 29   | 1    | 1     | 0     | —      | —      | 30    | 1     |
| Крылья Советов   | переходный       | 1993             | 5    | 0    | —     | —     | —      | —      | 5     | 0     |
| Крылья Советов   | высшая           | 1994             | —    | —    | 1     | 0     | —      | —      | 1     | 0     |
| Крылья Советов   | Итого            | Итого            | 233  | 22   | 20    | 3     | 1      | 1      | 254   | 26    |
| Висан            | Какконен         | 1996             | 16   | 0    | —     | —     | —      | —      | 16    | 0     |
| Висан            | Итого            | Итого            | 16   | 0    | —     | —     | —      | —      | 16    | 0     |
| Всего за карьеру | Всего за карьеру | Всего за карьеру | 252  | 22   | 29    | 3     | 1      | 1      | 282   | 26    |